# Stephen P. Maran
Stephen P. Maran est un astronome et vulgarisateur américain connu pour ses livres, articles et conférences destinées au grand public, y compris Astronomy For Dummies (L'Astronomie pour les nuls),.

## Jeunesse
Maran est né à Brooklyn, où il découvre l'astronomie en visitant le planétarium Hayden et en regardant le ciel depuis un terrain de golf désert du Bronx. Il est diplômé de la Stuyvesant High School de New York en 1955, puis reçoit un baccalauréat en physique du Brooklyn College en 1959. Son travail de troisième cycle à l'Université du Michigan lui vaut une maîtrise et un doctorat en astronomie en 1961 et 1964, respectivement. Il est marié à la journaliste Sally Scott Maran, avec qui il a trois enfants.

## Carrière
Maran est un astrophysicien de la NASA au Goddard Space Flight Center pendant 35 ans, de 1969 à 2004. Il est successivement scientifique et chercheur principal pour un certain nombre de missions, notamment pour le télescope spatial Hubble. Il est Assistant Director of Space Sciences for Information and Outreach de 1995 à 2004 et est le présentateur original de l'émission télévisée de la NASA Space Astronomy Update, commencée en 1991,.
Il travaille en parallèle pendant 25 ans (1984-2009) en tant qu'attaché de presse pour l'Union américaine d'astronomie.

## Récompenses
Maran reçoit une NASA Exceptional Achievement Medal en 1991. Il est lauréat du prix Klumpke-Roberts en 1999, du prix George Van Biesbroeck en 2007 et du prix Andrew Gemant en 2011.
La planète mineure (9768) Stephenmaran, découverte en 1992, est nommée en son honneur par l'Union astronomique internationale.

## Livres
- (en) Stephen Maran, The Astronomy and Astrophysics Encyclopedia, John Wiley & Sons, Inc., 1991 (ISBN 978-0471289418)
- (en) Stephen Maran, Astronomy for Dummies, Wiley Publishing, Inc., 2012 (ISBN 978-1118376973)
- (en) Stephen Maran, Galileo's New Universe:The Revolution In Our Understanding of the Cosmos, BenBella Books Inc., 2009 (ISBN 978-1-933771-59-5, lire en ligne)
- (en) Stephen Maran et Laurence A. Marschall, Pluto Confidential: An Insider Account of the Engoing Battles over the Status of Pluto, BenBella Books Inc., 2009 (ISBN 978-1-933771-59-5, lire en ligne)